# Ramaria valdiviana
Ramaria valdiviana är en svampart som beskrevs av Singer 1969. Ramaria valdiviana ingår i släktet Ramaria och familjen Gomphaceae.   Inga underarter finns listade i Catalogue of Life.